# Pałck Niekarzyn
Pałck Niekarzyn – zamknięty przystanek osobowy w Niekarzynie na linii kolejowej nr 384 Sulechów – Świebodzin, w województwie lubuskim w Polsce.